# Plagiobothrys tener
Plagiobothrys tener är en strävbladig växtart som först beskrevs av Edward Lee Greene, och fick sitt nu gällande namn av Ivan Murray Johnston. Plagiobothrys tener ingår i släktet tiggarstavar, och familjen strävbladiga växter. Utöver nominatformen finns också underarten P. t. subglaber.